# Polsmaten
Polsmaten is een kleine haven die onder de Nederlandse gemeente Nunspeet valt. Hij ligt ongeveer vijf km ten westen van Nunspeet aan het Veluwemeer. Het haventje heeft vijf aanlegsteigers voor circa twintig boten per aanlegsteiger.